# Crinia georgiana
Crinia georgiana, tiếng Anh thường gọi là Red-thighed froglet, là một loài ếch thuộc họ. Nó là động vật bản địa tại Australia.